# Idi Amin Dada nella cultura di massa

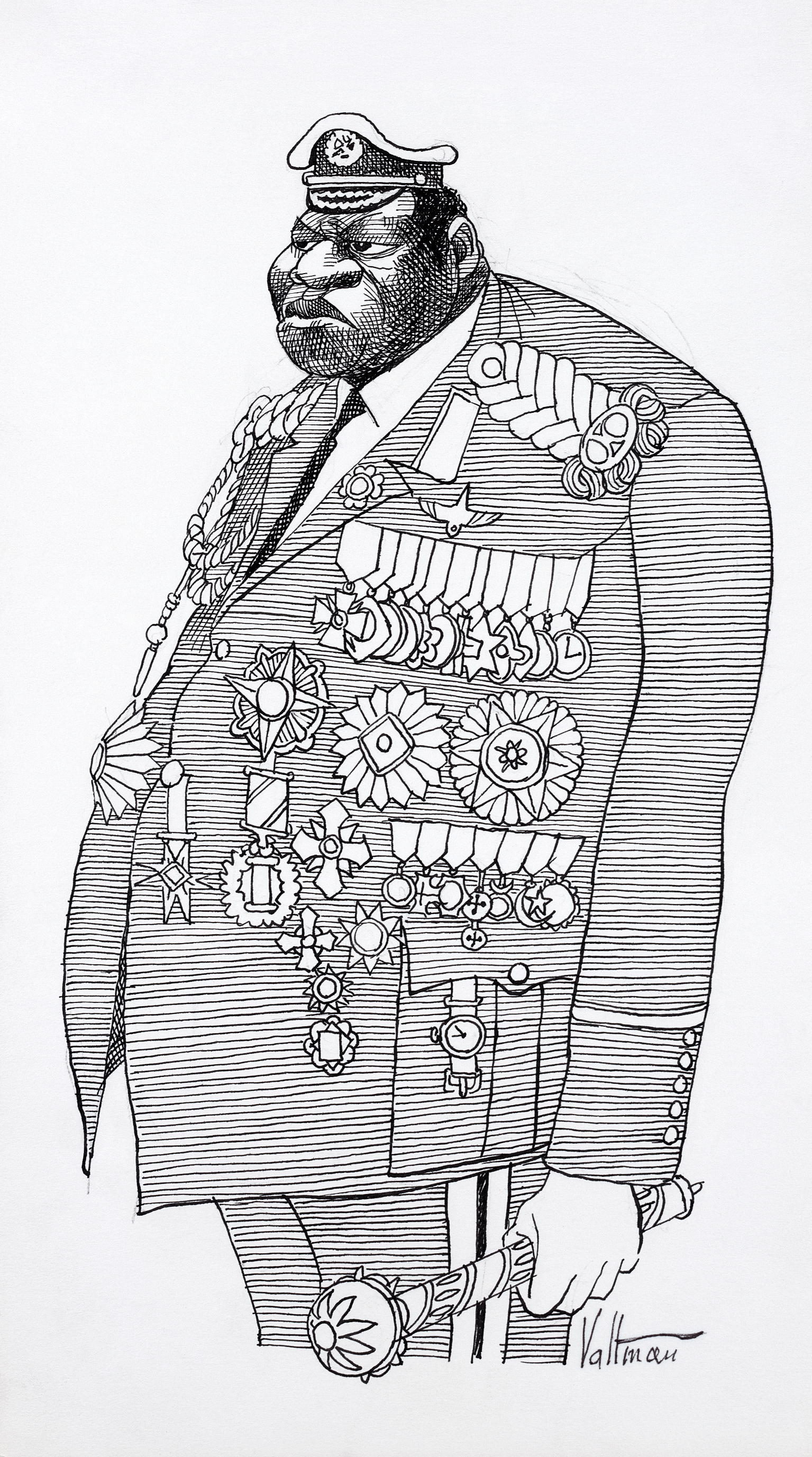
Caricatura di Idi Amin Dada eseguita da Edmund S. Valtman; in essa vengono messe in risalto alcune caratteristiche del tiranno: il bellicismo (simboleggiato dalla divisa militare), la megalomania e l'amor proprio (le numerose decorazioni e spille), il velleitarismo (lo scettro), la formosità corporea (l'adipe grasso e l'imponente altezza)

La figura di Idi Amin Dada, sanguinario dittatore dell'Uganda dal 1971 al 1979, ha ispirato numerosi registi, scrittori, drammaturghi, cantanti e comici diventando così un personaggio molto noto anche al di fuori del continente africano.
Anche dopo la sua scomparsa, avvenuta nel 2003 durante l'esilio saudita, Idi Amin Dada è stato citato e richiamato pure al di fuori del contesto politico-storico. Molti sono i temi scandagliati di volta in volta dai vari autori. In particolare:
1. il tentativo velleitario di creare una "Grande Uganda";
2. la sconfitta patita nella Guerra ugandese-tanzaniana;
3. la crudeltà, la severità e la stravaganza di molte delle sue azioni;
4. la megalomania e l'amore per le decorazioni militari;
5. il fisico imponente, derivante dal suo passato di pugile professionista.
6. il presunto cannibalismo

## Film su Idi Amin Dada
- Idi Amin Dada (1974) - Un documentario diretto dal regista francese Barbet Schroeder, di cui lo stesso Amin curò la colonna sonora.
- Nel film TV La lunga notte di Entebbe, diretto nel 1976 da Marvin J. Chomsky, Amin è interpretato da Julius Harris.
- Nel film TV I leoni della guerra, diretto nel 1977 da Irvin Kershner, che narra gli eventi dell'Operazione Entebbe, Amin è interpretato da Yaphet Kotto.
- Scherzi da prete (1978) il dittatore compare all'ultimo, mettendo terrore al protagonista, don Tarquinio.
- Rise and Fall of Idi Amin (1980) - Film sulle atrocità di Idi Amin, interpretato da Joseph Olita; la pellicola, pur abbastanza precisa nei riferimenti politici e cronologici, si prende molte libertà nella descrizione della vita privata del dittatore ugandese: egli viene dipinto come un buffone che danza balli tribali, un donnaiolo intento a conquistare prede femminili mentre la moglie lotta tra la vita e la morte, uno spietato assassino che tiene le teste decapitate dei suoi assassini nel frigorifero e che uccide a tradimento un prete, un cannibale che mangia parti del corpo di un giudice reo di non aver eseguito la sentenza che egli gli aveva ordinato per telefono. Il film venne girato principalmente in Kenya (nazione ostile ad Amin) appena un anno dopo l'esilio del dittatore: è probabile che questi due fattori abbiano influito pesantemente sull'esasperazione di alcuni tratti caratteriali del protagonista.
- Una pallottola spuntata (titolo originale The naked gun) (1988) - Il dittatore compare all'inizio, nella riunione dei nemici degli Stati Uniti.
- Mississippi Masala (1991) - Film che racconta il riambientamento di una famiglia indiana dopo l'espulsione degli asiatici dall'Uganda di Idi Amin. Joseph Olita interpreta nuovamente Amin e nel cast compare anche Denzel Washington.
- Alì (2001) - durante l’organizzazione per il celebre incontro di boxe fra George Foreman e Muhammad Ali (The Rumble in the Jungle) il presidente e dittatore dello Zaire, Mobutu Sese Seko, ordina ad un suo inserviente di chiamare Amin per una conferenza privata. Il dittatore ugandese compare brevemente seduto a tavola con altre personalità della politica mondiale.
- L'ultimo re di Scozia (titolo originale The Last King of Scotland) (2006) - Film basato sul racconto omonimo del 1998 di Giles Foden; il titolo deriva da un vessillo della Scozia che il dittatore ottiene in regalo da un medico scozzese neolaureato che si reca in Uganda come volontario. Forest Whitaker ha il ruolo di Idi Amin, interpretazione per la quale vince il premio Oscar come migliore attore protagonista.
- Nel film 7 giorni a Entebbe, diretto nel 2018 da José Padilha, Amin è interpretato da Nonso Anozie.

## Negli altri media
- Nel gruppo gangsta rap Outlawz, ispirato da Tupac Shakur, uno dei membri ha il nome d'arte E.D.I. Mean
- The Collected Broadcasts of Idi Amin  (1998) - Audio satira su Idi Amin basata sulle colonne del Punch di Alan Coren e interpretata da John Bird.
- Negli anni settanta Amin compare almeno due volte come cattivo in fumetti belgi. In The adventures of Nero and co di Marc Sleen e in Kiekeboe di Merho. Entrambe le volte viene dipinto come un muto e crudele egomaniaco. Sleen disegna Amin con guanti di boxe che gocciolano continuamente sangue. Nel fumetto ha la tendenza a gettare chiunque ai coccodrilli e gli piace scrivere "Io amo Elisabetta" (Elisabetta II) sul muro del suo palazzo. Al tempo in cui è stato pubblicato il fumetto Amin era considerato un amico del governo belga, perciò Sleen fu costretto a disegnare il personaggio con la barba. Per la fine del decennio i media occidentali avevano comunque scoperto che Amin era un dittatore spietato e Sleen poté finalmente renderlo "riconoscibile". Nella versione di Merho Amin viene chiamato "Bibi Pralin Gaga" (un "pralin" è un cioccolatino belga e "gaga" significa "pazzo"). Merho ironizza sulla egomania del dittatore e lo presenta con così tante medaglie addosso da somigliare ad un albero di Natale. Nell'albo il famoso raid di Entebbe è parodiato.
- Il comico statunitense Richard Pryor si divertì a prendere in giro Idi Amin nella parodia dell'NBC Rebuttal nel corso del suo breve show.
- I musicisti Chuck E. Weiss e Tom Waits hanno collaborato ad una canzone intitolata Do you know what I Idi Amin?.
- L'attore comico britannico John Bird imitò il dittatore ugandese nell'album The Collected Broadcasts of Idi Amin (1975); nel brano Amazin' Man Idi dichiara tra le altre cose di ispirarsi a Hitler, Stalin e Attila in quanto "geni" incompresi di cui nessuno tesse le lodi.
- In uno sketch del The Benny Hill Show, Hill, con la faccia dipinta di nero, interpreta Amin. La scrivania di Amin ha i cassetti etichettati "Amin" e "Amout" (rispettivamente 'Sono dentro' e 'Sono fuori').
- In una scenetta del Saturday Night Live intitolato "Idi Amin: Houseguest" ("Idi Amin: ospite"), che fu messo in onda il 19 maggio 1979, Garrett Morris interpreta il recentemente esiliato Idi Amin il quale si trasferisce in una casa condivisa con Bill Murray e un ospite, Laraine Newman. Murray e Newman sgridano comicamente il nuovo inquilino dopo aver trovato i corpi smembrati dei nemici di Amin conservati nel frigo e nascosti sotto la mobilia. Morris interpreta nuovamente Amin in molti altri sketches in Saturday Night Live durante gli anni seguenti.
- L'attore Price Highes interpreta una versione comica di Idi Amin nella scena di apertura di Una pallottola spuntata (1988)
- Anche se ormai defunto, una sua marionetta appare tra il pubblico nello spettacolo di Kim Jong-Il durante le scene finali del film Team America: World Police (2004).
- Nel 1976, al Massachusetts Institute of Technology, si sollevò un caso chiamato "Grogo incident" scatenato dall'apparire di un gorilla di porcellana nera chiamato Grogo, che era la mascotte dell'annuario del MIT, nel libro di fotografie Freshman. La sua provenienza era indicata come "Kampala, Uganda". L'Uganda era a quel tempo famigerata per via del regime di Amin. Gli attivisti afro-americani furono indicati come probabili autori della beffa.
- Nel romanzo di Thomas Harris Hannibal l'antagonista Mason Verger dichiara di aver viaggiato con Amin, uccidendo gli abitanti di un villaggio con una ghigliottina.
- In Mwalimu in the Circle Squared di Mike Resnick, Amin viene mostrato durante un match di boxe contro Julius Nyerere, il presidente della Tanzania.
- Nel romanzo di Philip José Farmer La rabbia di Orc il Rosso Idi Amin viene definito tanto malvagio da non sembrare umano, insieme a Hitler, Stalin e Mao.
- Nella sesta stagione del telefilm Dr. House - Medical Division, il personaggio del Presidente Dibala, un dittatore africano che appare nell'episodio Il tiranno, in una puntata successiva viene definito dal protagonista "Idi Amin Dada junior".